# Коллі Микола Джемсович
Мико́ла Дже́мсович (Якович) Коллі ((5 (17) серпня 1894 , Москва  — 3 грудня 1966 , Москва )) — архітектор радянських часів, 1938 — член президії Спілки архітекторів, 1939 — дійсний член Академії архітектури СРСР. Протягом 1935—1951 років — голова правління Московського відділення Спілки архітекторів. Нагороджений 3 радянськими орденами та медалями.

## Життєпис
У 1912—1922 навчався в Московському училищі живопису, скульптури та архітектури, по тому — у ВХУТЕМАСі.
У 1913—1915 під керівництвом Олексія Щусєва працював над проєктом Казанського вокзалу.
У 1922 закінчив архітектурний факультет ВХУТЕМАСу.
У 1923 під орудою Івана Жолтовського працював над проєктом комплексу Всесоюзної сільськогосподарської виставки.
У 1921—1941 викладав в Московському державному технічному університеті та Московському архітектурному інституті.
У 1922—1930 брав участь у роботі Московського архітектурного товариства, керував зведенням будови Центросоюзу.
У 1927—1932 був в складі групи архітекторів під керунком Віктора Весніна, що працювала над проєктом Дніпровської ГЕС та соцмістечка.
В 1930-х виконав проєкти комбінату «Известия», 2-го будинку РНК (Зарядьє), будови ТАРС, Великого Кам'яного мосту, Новоарбатського мосту.
Серед його учнів — Бархін Григорій Борисович, Уллас Микола Миколайович.
Проєктував будівлі на Ленінградському проспекті, Валовій вулиці, Новокузнецькій, Бережковській набережній, станції метро «Кіровська», «Павелецька», парку культури.
З 1943 керував Інститутом архітектури громадських та промислових будов.
На початку 1950-х розробляв проєкт забудови Щербаковської вулиці.
Похований на Введенському цвинтарі.